# Lillaz
Lillaz ist eine Fraktion der italienischen Gemeinde Cogne in der Region Aostatal.

## Geographie
Die Ortschaft liegt etwa drei Kilometer südöstlich von Cogne im Seitental Valeille. An dieser Stelle fließen die Bergbäche Urtier und Valeille zusammen, die mit dem Seitenbach Valnontey zusammen den Hauptbach des Cognetals, die Grant Eyvia bilden.
Die Häusergruppe ist ein beliebtes Reiseziel. Sie liegt am Rand des Nationalparks Gran Paradiso Hier beginnen Wanderwege in das Hochgebirge und durch den Nationalpark. Der Ort ist ein Etappenziel des Aostataler Fernwanderwegs Haute Route n° 2 und des Ultratrails Tor des Géants.

## Name
Der Historiker Joseph-Marie Henry erklärt die Herkunft des Namens Lillaz so: Der Flurname, der auch in andern Gemeinden des Aostatals vorkommt, stammt von lateinisch insula ab. Er wird in der Region für flache Stellen im Gelände verwendet, die an einem Wasserlauf liegen und oft überschwemmt werden. Lillaz wird im frankoprovenzalischen Patois des Aostatals ohne das Schluss-z ausgesprochen, also «Lilla».

## Sehenswürdigkeiten
Die Wasserfälle des Wildbachs Urtier sind eine bekannte Sehenswürdigkeit.

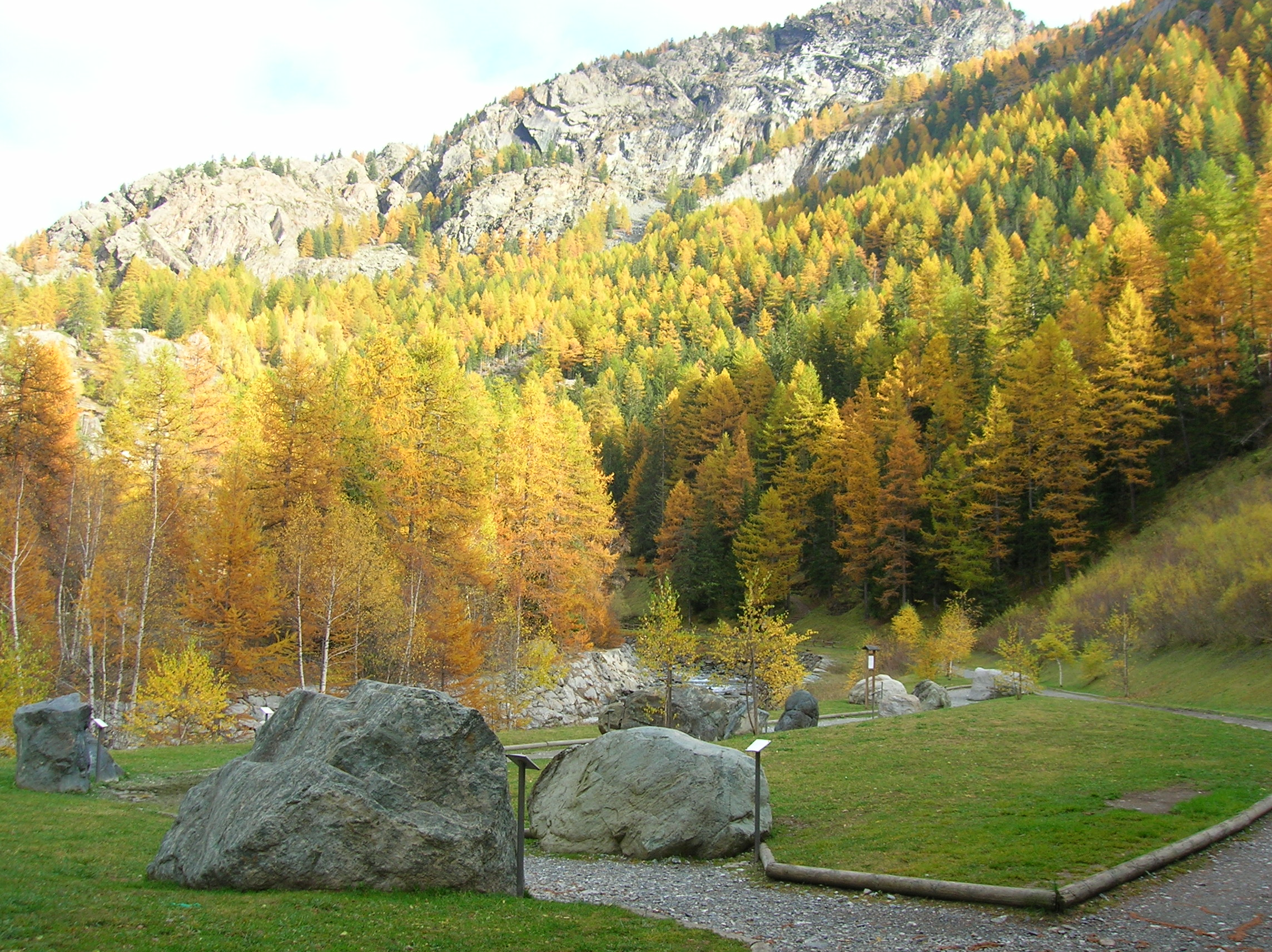
Geopark Lillaz
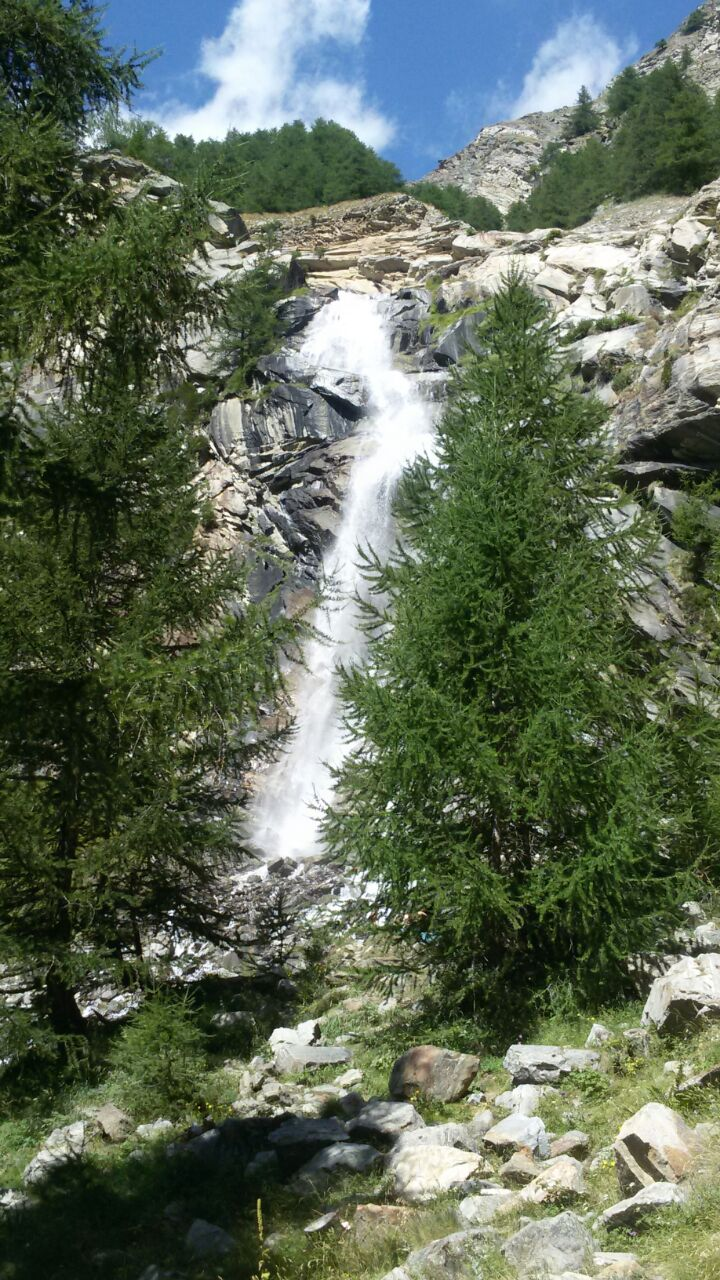
Wasserfall bei Lillaz
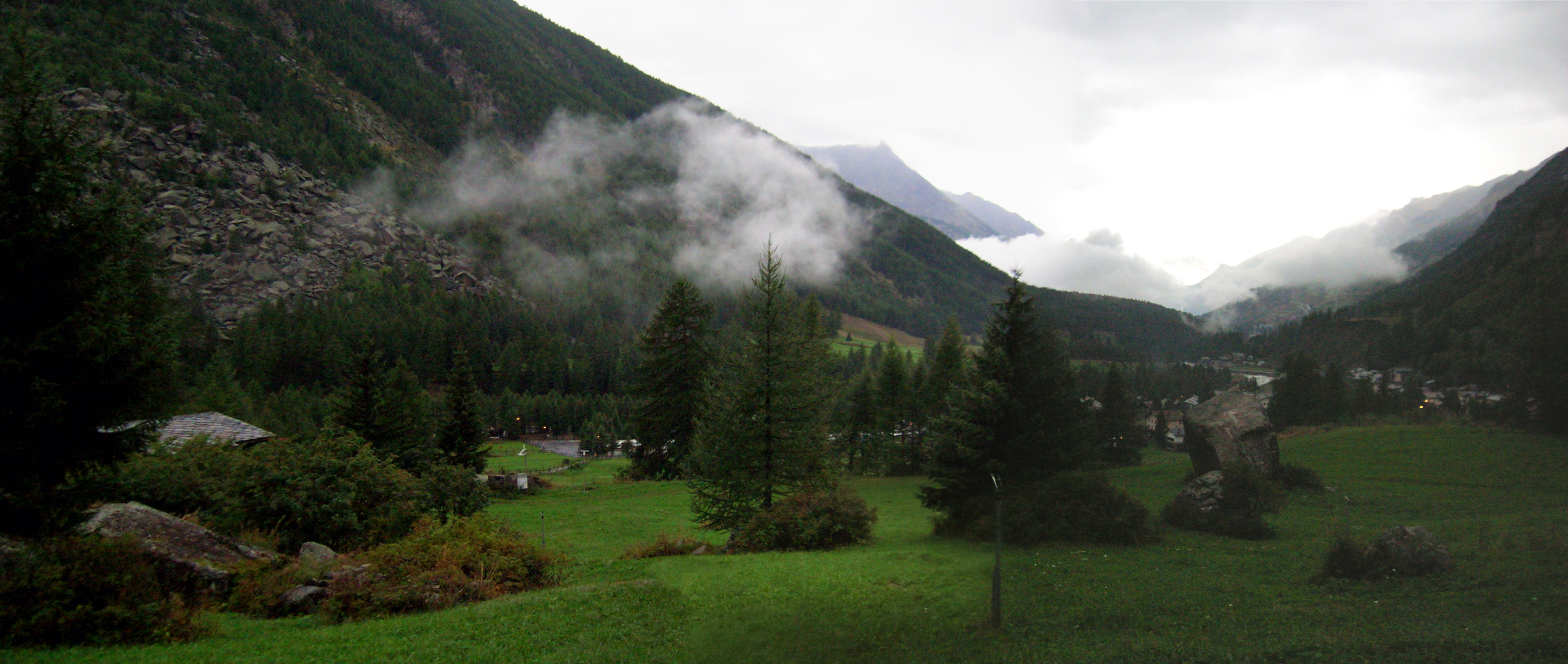
Geröllhalde des Bergsturzes Lillaz